# دانييل بيتروفيتش
دانييل بيتروفيتش (بالألمانية: Danijel Petrović)‏ هو لاعب كرة قدم نمساوي في مركز الدفاع، ولد في 27 نوفمبر 1992 في لينتس في النمسا. لعب مع نادي سانت بولتن.

## وصلات خارجية
- دانييل بيتروفيتش على موقع قاعدة بيانات كرة القدم.إي يو (الإنجليزية)
- دانييل بيتروفيتش على موقع Soccerway.com (الإنجليزية)
- دانييل بيتروفيتش على موقع عالم كرة القدم.نت (الإنجليزية)